# Восточне (Частоозерський округ)
Восто́чне (рос. Восточное) — село у складі Частоозерського округу Курганської області, Росія.
Населення — 439 осіб (2010, 576 у 2002).
Національний склад станом на 2002 рік:
- росіяни — 87 %